# Magnolia sirindhorniae
Magnolia sirindhorniae là một loài thực vật có hoa trong họ Magnoliaceae. Loài này được Noot. & Chalermglin mô tả khoa học đầu tiên năm 2000.